# Burg Seeburg (Bad Urach)
Die Burg Seeburg ist eine abgegangene Höhenburg auf dem  630 m ü. NN hohen Burgberg des Ortsteils Seeburg der Stadt Bad Urach im Landkreis Reutlingen in Baden-Württemberg. 

## Geschichte
Die Burg, eine alemannische Befestigungsanlage, wurde vermutlich vor 1150 von den Herren von Seeburg (Graf Wigmann von Seburc) erbaut und 1228 wurde ein Bertoldus de Sebure erwähnt. 1556 verkaufte Hans Ludwig von Speth den „Burgstatt Seeburc“ an Herzog Christoph von Württemberg und um 1562 ist die Burg nach Zerstörung verfallen. Von der ehemaligen Burganlage sind geringe Mauerreste erhalten.